# Uwe Unterwalder
Uwe Unterwalder (Berlino Est, 15 luglio 1950) è un ex pistard tedesco.

## Palmarès

### Olimpiadi
- 2 medaglie[1]:
  - 2 argenti (Monaco di Baviera 1972 nell'inseguimento a squadre; Mosca 1980 nell'inseguimento a squadre)

### Mondiali
- 6 medaglie[1]:
  - 1 oro (Monaco di Baviera 1978 nell'inseguimento a squadre)
  - 3 argenti (Varese 1971 nell'inseguimento a squadre; Montréal 1974 nell'inseguimento a squadre; San Cristóbal 1977 nell'inseguimento individuale)
  - 2 bronzi (Liegi 1975 nell'inseguimento a squadre; Monaco di Baviera 1978 nell'inseguimento individuale)